# Conus litoglyphus
Conus litoglyphus is een in zee levende slakkensoort uit het geslacht Conus. De slak behoort tot de familie Conidae. Conus litoglyphus werd in 1792 beschreven door Hwass in Bruguière. Net zoals alle soorten binnen het geslacht Conus zijn deze slakken roofzuchtig en giftig. Zij bezitten een harpoenachtige structuur waarmee ze hun prooi kunnen steken en verlammen.